# فلوفنازین
فلوفنازین (به انگلیسی: FLUPHENAZINE)
رده درمانی: داروهای درمان سایکوز
اشکال دارویی: قرص، آمپول

## موارد مصرف
فلوفنازین در درمان ناراحتی‌های روانپریشی همچون اسکیزوفرنی استفاده می‌شود. به علاوه این دارو در درمان شیدایی (مانیا)، اضطراب و رفتارهای تکانشی ناگهانی شدید نیز بکار می رود.

## سازوکار اثر
فلوفنازین همچون اغلب داروهای آنتی سایکوتیک گیرنده‌های‌دوپامینی را مهار نموده و اثر درمانی خود را با مهار این گیرنده‌ها در سیستم مزولیمبیک و مزوکورتیکال اعمال‌مینماید. همچنین سبب مهار گیرنده‌های آلفاآدرنرژیک و موسکارینی می‌گردد.

## عوارض جانبی
فلوفنازین ممکن است سبب‌کابوس‌های شبانه، بی‌خوابی و افسردگی‌یا بی‌ثباتی خلقی گردد. آثار ضدموسکارینی مانند خشکی دهان، یبوست، احتباس ادرار، تاری دید و نیز کاهش‌فشارخون وضعیتی این داروکمتر از کلرپرومازین است. تاکی کاردی، آریتمی وتغییر در ECG ممکن است بروز نماید.علائم خارج هرمی خصوصاً واکنش‌های‌دیستونیک و آکینزی با فلوفنازین شایعترمی‌باشد.